# Distrikt Nanchoc
Der Distrikt Nanchoc liegt in der Provinz San Miguel in der Region Cajamarca im Norden Perus. Der Distrikt wurde am 2. Dezember 1958 gegründet. Er besitzt eine Fläche von 359 km². Beim Zensus 2017 wurden 1368 Einwohner gezählt. Im Jahr 1993 lag die Einwohnerzahl bei 1519, im Jahr 2007 bei 1404. Sitz der Distriktverwaltung ist die 393 m hoch gelegene Ortschaft Nanchoc mit 332 Einwohnern (Stand 2017). Nanchoc befindet sich 43,5 km westlich der Provinzhauptstadt San Miguel de Pallaques.

## Geographische Lage
Der Distrikt Nanchoc befindet sich an der Westflanke der peruanischen Westkordillere im Westen der Provinz San Miguel. Der Río Nanchoc, linker Nebenfluss des Río Zaña, durchquert den Norden des Gebiets in nordwestlicher Richtung und entwässert einen Großteil des Distrikts. Im Süden reicht der Distrikt bis an das Nordufer des nach Westen fließenden Río Chamán.
Der Distrikt Nanchoc grenzt im Südwesten an den Distrikt Pacanga (Provinz Chepén), im Nordwesten an die Distrikte Nueva Arica und Oyotún (beide in der Provinz Chiclayo), im Nordosten an den Distrikt Niepos, im zentralen Osten an den Distrikt Bolívar sowie im Südosten und im Süden an den Distrikt San Gregorio.